# 東中野事件
東中野事件（ひがしながのじけん）とは、北朝鮮工作員によるスパイ事件。朝鮮総連の元幹部が北朝鮮（朝鮮民主主義人民共和国）でスパイ訓練を受けた後、朝鮮労働党統一戦線部の指令の下、韓国に対する諸工作を行っていた事件で、2003年（平成15年）2月28日、警視庁によって摘発（検挙）された。

## 概要
北朝鮮工作員のCは、1940年代後半、朝鮮労働党員として大韓民国内で反政府活動に従事していたが、摘発を怖れて1949年に日本に密入国し、その直後は実在する在日朝鮮人になりすまして半世紀以上にわたって日本で活動してきたという。
1985年（昭和60年）頃から朝鮮労働党統一戦線部の直接指導を受けるようになり、1990年（平成2年）頃からは本格的な工作活動を展開するようになった。1993年には、日本における北朝鮮工作拠点の責任者として、他の活動家を指揮する立場となっている。Cは、朝鮮労働党中央の指令に基づいて、韓国における政治・軍事ほか、さまざまな情報収集活動を行い、韓国スパイ網の設置、韓国国内の工作員への指示、あるいは軍人の獲得をはじめとする軍への工作、マスメディアへの工作活動といった、いわゆる「対南工作」活動を行った。朝鮮労働党からの指令は、日本に入国した万景峰92の船長を通じて受けていたが、朝鮮労働党幹部が同船で渡日した場合は、船内でじかに指令を受けることもあった。
警視庁公安部外事第二課は、2003年2月28日、C（当時73歳）を公正証書原本不実記載及び同行使並びに出入国管理令（出入国管理及び難民認定法）違反で逮捕した。

## 押収された指示文書
C は、工作員となった1993年から2001年までの北朝鮮からの指示文書を所持していた。文書はA4サイズでパーソナルコンピュータを用いて作られたと考えられる紙媒体のもので、1通につき数枚から10枚程度の書類がファイルにとじられていた。このうち、1996年の文書では、強い口調で韓国国内の協力者の獲得が指示され、万景峰号への訪船にも言及されていた。さらに、出版物をふくめた文書のやり取りを朝鮮総連新潟出張所の課長を通じて行う旨の記載もあった。文書には、あて先として「0775番同志」「観光総社長」と書かれており、発信元は、「祖国《259》号室」となっていた。